# Martina Drozd Smutná
Martina Drozd Smutná (* 1989 Kyjov) je česká malířka a výtvarnice.

## Život a dílo
Absolvovala v ateliéru Malba II. (pod vedením Vladimíra Skrepla) na Akademii výtvarných umění v Praze. V rámci stipendijního programu AKTION rozvinula na Akademii výtvarných umění ve Vídni téma své disertační práce zaměřené na původ a důsledky užívání genderově podmíněného hodnocení a na chápání malířství jako maskulinní disciplíny. Disertační práci píše na téma Malířky v českém umění a (ne)existence ženské malby pod vedením doc. MgA. Pavly Scerankové Ph.D.
Svou tvorbu chápe jako jazyk, kterým lze hovořit o intimitě, zranitelnosti či každodennosti osobních příběhů, které však nestojí samy o sobě, ale jsou určovány socio-politickými jevy. Svými obrazy vytváří paralely mezi historickým vyobrazením aristokracie a současnou městskou buržoazií a také vykresluje, jak jsou rodinné, partnerské či profesní vztahy utvářeny tradičními genderovými rolemi.
Byla finalistkou Ceny kritiky za mladou malbu (2014), Ceny EXIT (2015), účastnila se rezidenčního programu v kulturním centru Yzolyatsia v Kyjevě nebo Českém centru v Bukurešti. V roce 2022 získala Cenu Jindřicha Chalupeckého.

## Vybrané výstavy
Výběr z výstav:
Samostatné:
- 2020: Unavená, Antikvariát a klub Fiducia, Ostrava
- 2020: Podobat se jedna druhé (s Bronislavou Orlickou), Městská galerie Panský dvůr, Veselí nad Moravou
- 2019: Pokoj pro nás obě, Galerie FaVU, Brno
- 2018: Společně pokosíme, vymlátíme a odevzdáme, Galerie NoD, Praha
- 2018: Médea, Galerie mladých (Galerie TIC), Brno
- 2018: Volno pod kontrolou (s Marií Lukáčovou), INI Project / PROSTOR, Praha
- 2017: Prohra, Karlin Studios, Praha
- 2012: La felicita soggeta a la morte, Galerie Art, Brno

Společné:
- 2024: Bienále Ve věci umění 2024, Národní galerie Praha
- 2024: Good Job, Galerie Hraničář, Ústí nad Labem
- 2024: Feminine Painting – It’s a Masculine Thing!, Světova 1, Praha
- 2022: Nejen nukleární rodina: Recepty na štěstí, Display, Praha
- 2022: Naťuknout špičku vejce: Kolumbus jindy a dnes, Galerie moderního umění v Hradci Králové
- 2022: Cena Jindřicha Chalupeckého 2022, Národní galerie Praha
- 2022: Osobní mytologie, Dům pánů z Kunštátu (DUB), Brno
- 2020: Come Over When You’re Sober, Galerie TIC, Brno
- 2017: Vlákna, klubka, tkaniny (Myšlenky jsou tenká vlákna), Oblastní galerie Vysočiny v Jihlavě
- 2014: Metaplay, Praha – Tokyo, Galerie kritiků, Praha